# 蔣杲
蔣杲（1683年—1731年），字子遵，號篁亭，江南蘇州府長洲縣人，清朝政治人物、藏書家。

## 生平
蔣杲為蘇州婁關蔣氏家族蔣燦玄孫。本生曾祖蔣圻為監生，嗣曾祖蔣垣為長洲庠生。祖父蔣之逵為監生。父蔣文涵（字度友，號愚泉，1662-1748，蔣之逵第四子）為貢生，候選府同知。母顧氏。蔣杲為蔣文涵第三子。
十二歲入長洲庠學為歲貢生。師從何焯。康熙五十年（1711年）辛卯科江南鄉試舉人，康熙五十二年（1713年）癸巳恩科進士。受李光地賞識，招募其參與《御纂周易折中》等書的纂校工作。
康熙六十年（1721年）補戶部廣西司主事，升山西司員外郎。雍正元年（1723年）監糧南城。因工作優異，受戶部總管怡賢親王胤祥等舉薦，授奉直大夫兼浙江司、江南司事，同年八月調雲南司，十二月升山西司郎中兼雲南司事。雍正三年（1725年）授廣東廉州府知府，雍正四年（1726年）到任，在廉州府任職期間有政聲，逝世後被民間封為廉州城隍。
雍正七年（1729年）歸里，在家中貯書樓校編書籍，同年由李衛奏請，參與監修浙江海寧海神廟，雍正九年（1731年）九月臨近竣工，染疾而卒，享年四十九歲。

## 藏書與著述
蔣杲為何焯弟子，藏書豐富，亦校注諸多古籍善本，包括： 1.《謝宣城詩集》五卷，南齊謝朓撰，清康熙四十九年 （1710）蔣杲抄本。2.《新序》十卷，漢劉向撰，明刊本，蔣杲臨何焯校本。3.《封氏聞見記》十卷，唐封演撰，明寫本，清蔣杲跋。4.《賈浪仙長江集》 十卷，唐賈島撰，清康熙席啟寓琴川書屋刊唐人百家詩本，清蔣杲錄何焯評校。5.《中吳紀聞》六卷，宋龔明之撰，明弘治七年（1494年）嚴春刻本，清蔣杲校並跋。此外，《中國古籍善本書目》收錄蔣杲校跋本還包括《史記》、《三國志》、《晉書》、《唐書》、《史通》、《王荊公唐百家詩選》等書。
蔣杲著有《志雅齋制義》、《挹秀于京集》七卷、《海北雜錄》、《偏旁音訓》等書。《全清詞》收錄其詞《滿江紅：攝篆潮州，謁韓文公廟》一首。

## 家庭
夫人為崑山李氏贈浙江溫州府通判李遙章（字東嶼，李胤昌曾孫）孫女、河南通許縣知縣李為憲（字匡吉，號巨山，王原祁外甥兼弟子）女。有二子：長子蔣元益為乾隆十年（1745年）乙丑科進士，官至兵部右侍郎；次子蔣元泰（字贊王，號同庵）為太學生，娶王頊齡孫女。
蔣杲從弟蔣重光亦為藏書家；蔣杲從侄蔣維鈞（字思敘，號硯溪，蔣耀宗弟，1727-1773）輯有《義門讀書記》五十八卷；蔣杲侄蔣元臨為莊大中女婿。